# Fos (Hérault)
Fos település Franciaországban, Hérault megyében. Lakosainak száma 131 fő (2022. január 1.). Fos Montesquieu, Pézènes-les-Mines és Roquessels községekkel határos.

## Népesség
A település népességének változása:
| Lakosok száma | 92   | 66   | 80   | 88   | 109  | 96   | 107  | 126  | 128  | 131  |
|               | 1968 | 1982 | 1990 | 2006 | 2013 | 2015 | 2017 | 2019 | 2020 | 2022 |